# Ithomia travella
Ithomia travella är en fjärilsart som beskrevs av Richard Haensch 1903. Ithomia travella ingår i släktet Ithomia och familjen praktfjärilar. Inga underarter finns listade i Catalogue of Life.